# Condado de Madison (Flórida)
O condado de Madison (em inglês:  Madison County) é um dos 67 condados do estado americano da Flórida. A sede e cidade mais populosa do condado é Madison. Foi fundado em 26 de dezembro de 1827.
O condado proíbe a venda de bebidas alcoólicas dentro de seus limites[carece de fontes?].

## Geografia
De acordo com o United States Census Bureau, o condado possui uma área de 1 854 km², dos quais 1 802 km² estão cobertos por terra e 51 km² por água. Localiza-se na região centro-norte do estado.

## Demografia
Segundo o censo nacional de 2010, o condado possui uma população de 19 224 habitantes e uma densidade populacional de 11 hab/km². Possui 8 481 residências, que resulta em uma densidade de 5 residências/km².
Das três localidades incorporadas no condado, Madison é a mais populosa e também a mais densamente povoada, com 2 843 habitantes e densidade populacional de 432,2 hab/km², enquanto Lee é a menos populosa, com 352 habitantes. De 2000 para 2010, a população de Greenville cresceu quase 1% e a de Madison reduziu em 7%. Apenas uma localidade possui população superior a mil habitantes.